# 여자정신대 (1985년 영화)
"여자정신대"는 1985년에 개봉한 대한민국의 영화이다.

## 캐스팅
- 박준금
- 장두식
- 김기종
- 정지희
- 장지평
- 원가페
- 이요우
- 이미령
- 주평
- 황국동
- 엄가빈
- 양인실
- 김길래
- 화국동